# NGC 5014
NGC 5014 este o galaxie spirală situată în constelația Câinii de Vânătoare. A fost descoperită în 1 mai 1785 de către William Herschel. Se află la o distanță de 8,09 megaparseci de Pământ.